# Ezekijel
Sveti Ezekijel ili Ezekiel (hebr. Jehezqē’l: Bog je snažan), starozavjetni prorok.

## Životopis
Ezekijel je rođen 622. pr. Kr. u Jeruzalemu. Bio je sin svećenika Buzija, a i sam je postao svećenik. Zajedno s deset tisuća Židova odveden je 597. pr. Kr. u babilonsko ropstvo. U petoj godini sužanjstva Jahve ga je u jednom od viđenja pozvao da postane prorok. Bio je treći od četvorice velikih proroka i Jeremijin suvremenik. Djelovao je od 592. pr. Kr. do 570. pr. Kr. kao vatreni bodritelj i vođa Židova. Naviještao je konačni pad Jeruzalema, ali i povratak iz progonstva. Svojom knjigom utjecao je na novozavjetne pisce i knjige, pogotovo na Otkrivenje, te na katoličku ikonografiju. Prema predaji njegov grob nalazi se 120 km južno od Bagdada, u mjestu Al Kifl na rijeci Eufratu.

## Unutarnje poveznice
- Ezekijel (knjiga)